# Ophelia remanei
Ophelia remanei är en ringmaskart som beskrevs av Augener 1939. Ophelia remanei ingår i släktet Ophelia och familjen Opheliidae. Inga underarter finns listade i Catalogue of Life.